# 谢布宁卡河
谢布宁卡河（俄语：Река Шебунинка），日治时期称南名好川（日语：／），是萨哈林州涅韦尔斯克区的河流，源起锡武赫山，长33公里，流域面积166平方公里，注入鞑靼海峡。

## 引用
1. ↑  М·Г·瓦西科夫斯基. . 列宁格勒: 气象出版社. 1973 （俄语）.
2. ↑  . 国家水登记处.   [2024-01-05]. （原始内容存档于2024-01-05） （俄语）.